# Trænregimentet
Trænregimentet, Hærens Logistikcenter og Forsvarets Militærpoliticenter (TRR) er Hærens logistiktropper og er primært garnisoneret på Aalborg Kaserner med delelementer på alle Hærens kaserner. Regimentet består af tre bataljoner og det værnsfælles militærpoliticenter.
Regimentets oprindelse kan spores tilbage til 1864, hvor de første trænkompagnier blev etableret under det kongelige artilleri. Det var dog ikke før 1880, at der blev etableret en selvstændigt trænafdeling, der var underlagt artilleriet.

## Trænregimentets organisation
Trænregimentet består af Staben, 1. Logistikbataljon, 2. Logistikbataljon, 4. Nationale Støttebataljon samt Militærpolitiet. Alle regimentets enheder yder til daglig national støtte til resten af Hæren og Forsvaret. Derudover indgår de i hærens beredskaber, ligesom de indsættes i internationale operationer.

### Trænregimentets stab
Staben er lokaliseret på Aalborg Kaserner. Stabens opgave er at støtte regimentschefen i dennes ledelse af regimentet samt at støtte regimentets enheder med planlægning og koordination af forskellige opgaver i ind- og udland.

### 1. Logistikbataljon
Bataljonen er lokaliseret på Aalborg Kaserner og er Trænregimentets traditionsbærende bataljon. At være traditionsbærende betyder, at det er 1. Logistikbataljon, der kan række sin historie tilbage til trænets begyndelse.
Bataljonen støtter 1. Brigade og består af:
- 1. Forsyningskompagni, der opbevarer og fordeler forsyninger til Brigaden
- 2. Sanitetskompagni, der varetager behandlingen og transport af syge og sårede på kamppladsen[5].
- 3. Vedligeholdelseskompagni, der sammen med personel fra Forsvarets Vedligeholdelsestjeneste vedligeholder og reparerer køretøjer, våben o.l.
- 4. Transportkompagni, der står for transport af forsyninger og bjærgning af køretøjer. Transportkompagniet har ud over Aalborg Kaserne også enheder lokaliseret andre steder i Danmark.

### 2. Logistikbataljon
Bataljonen er lokaliseret på Aalborg Kaserner og har til opgave at uddanne værnepligtige ved 1. og 2. HBUKMP samt yderligere at uddanne konstabelelever ved 3. HRUKMP til den stående struktur.

### 4. Nationale Støttebataljon
Bataljonen er lokaliseret på Vordingborg Kaserne. Bataljonen uddanner nationale støtteelementer, der kan indsættes globalt samt støtte med forskellige logistiske kapaciteter, når dansk militærkontingent bliver indsat.

### Militærpolitiet
Militærpolitiet er en værnsfælles enhed, som organisatorisk er underlagt Trænregimentet. Militærpolitiet løser opgaver til støtte for Hæren, Søværnet og Flyvevåbnet samt forsvarets øvrige myndigheder. Opgaverne ydes både nationalt og internationalt, oftest i samarbejde med allierede militærpolitienheder og det civile politi.

## Det moderne Trænregiment
Trænregimentet er et logistikregiment, der tjener Forsvarets og Danmarks interesser i nationale og internationale sammenhænge. Sammen med Forsvarets øvrige nordjyske myndigheder udgør Trænregimentet på Aalborg Kaserner, den militære tilstedeværelse i Nordjylland.
Trænregimentets primære opgave er at sikre Hæren og Forsvaret rådighed over logistik- og militærpolitienheder, som kan indsættes globalt. Denne opgave løses med færdiguddannede soldater og enheder. Uddannelsen gennemføres både i Danmark og i udlandet, og ofte sammen med internationale samarbejdspartnere, såsom FN og NATO.
Gennem mere end 150 år har det der i dag er Trænregimentet støttet med soldater alle de steder i verden, hvor den danske hær har været indsat, og siden 2015 har Militærpolitiet, som en værnsfælles enhed bidraget til Søværnets og Flyvevåbnets operationer i ind- og udland.
Trænregimentet (2021) har cirka 1.200 fastansatte og 160 af reserven. Derudover indkalder Trænregimentet cirka 600 værnepligtige årligt.
I Nordjylland er Trænregimentet en af landsdelens største arbejdspladser, og medregnes soldaternes pårørende er det en del af den nordjyske befolkning, der hver dag har en relation til regimentet. Regimentet har samarbejde med erhvervsliv, uddannelsesinstitutioner samt fritidsmiljøer, og mange soldater er i deres fritid frivillige i det lokale foreningsliv. I Nordjylland og i resten af landet er Trænregimentets enheder og soldater en del af den garnison og det civile samfund, hvor de til daglig gør tjeneste og har deres hverdag.
Forskellige veteran- og soldaterforeninger har tilknytning til Trænregimentet. Disse foreninger, og deres gang på hærens kaserner, er en del af fortællingen om Trænregimentet. Dette samarbejde er en del af Trænregimentets tilknytning til den lokale egn.

## Historie
Den første start på det der i dag er Trænregimentet var da bønder i 1864 blev udskrevet til såkaldt 'ægtkørsel' og skulle stille med en vogn og to heste til transport af hærens forsyninger. De første Trænenheder blev oprettet i 1867, først underlagt Artilleriet og senere under Rytteriet. Hærens forsyningstropper, i dag benævnt hærens logistiktropper, blev oprettet som selvstændig våbenart den 1. november 1951.  
Regimentets historiske udvikling afspejler den danske hærs udvikling og vilkår. Gennem historien har Hærens logistiktropper løbende været genstand for organisatoriske og geografiske ændringer. Historien er i hverdagen en del af Trænregimentets militære identitet.

## Historisk tidslinje

### Fra 1864 til 2. verdenskrig
- 1864: Udskrivning af bønder til ”ægtkørsel”. Udpegning af Traincommandeurs.
- 1865: 10. maj 1865 opstilles Traincompagniet som den første trænenhed. Det opstillers under artilleriet af en kadre fra 3. Fæstningscompagni. Forsyningstropperne fører deres historie tilbage til dette kompagni.
- 1867: Ved Hærloven af 1867 oprettes to stående Trænenheder under Artilleriet. Der oprettes et traincompagni ved hvert af de to artilleriregimenter. De var underlagt den samme chef.
- 1880: En selvstændig Trænafdeling oprettes under Artilleriet. Består af Stab og to kompagnier samt et detachement i Aarhus ved 3. Artilleriregiment (første enhed i Jylland).
- 1909: Trænafdelingen underlægges Rytteriet. Består i 1909 af Stab og tre kompagnier. Fra 1909 til 1951 bestod Trainafdelingen af Stab og to/tre kompagnier. Garnisoneret på Sjælland og i Jylland.
- 1922: Trænafdelingen reduceres til to kompagnier i Randers. De to kompagnier overgik 1932 til København.
- 1927: Trænafdelingen reorganiseres og udvides med et motorvognskompagni.
- 1943: Trænafdelingen opløses 27. august.
- 1945: Trænafdelingen genetableres medio maj.[4]

### Efter 2. verdenskrig
- 1951: 1. november oprettes Forsyningstropperne som selvstændig våbenart med to regimenter, Jyske Trænregiment (JTRR - Aarhus) og Sjællandske Trænregiment (STRR - København).
- 1947: Militærpolitiskolen (MPS) oprettes ved Lundtofte.
- 1952: Forsyningstroppernes Befalingsmandsskoler (FBS) oprettes.
- 1962: Jyske Trænregiment flytter til Hvorup Kaserne i Aalborg.
- 1976: Jyske Trænregiment/Hærens Træn- og Militærpolitiskole (HTMS) etableres ved sammenlægning af Jyske Trænregiment, Militærpolitiskolen og Forsyningstroppernes Befalingsmandsskoler.
- 1991: Jyske Trænregiment og Hærens Træn- og Militærpolitiskole adskilles, og HTMS etableres som selvstændig enhed.
- 1996: HTMS sammenlægges med Hærens Materiel- og Færdselsskole (HMFS) og benævnes Hærens Logistikskole (HLS).
- 1997: 10. maj oprettes Trænregimentet ved en sammenlægning af Jyske Trænregiment og Sjællandske Trænregiment. Der var fortsat enheder placeret på Farum Kaserne (Trænafdelingen)[4].

### Efter år 2000
- 2001: Trænafdelingen i Farum nedlægges og syv af Trænregimentets 14 bataljoner overgår til det nyoprettede Danske Internationale Logistik Center (DANILOG) i Vordingborg.
- 2005: Chefen for Trænregimentet overtager kommandoen over både Trænregimentet og Hærens Logistikskole.
- 2007: Trænregimentets opgaver og ansvar reduceres, da bataljoner og militærpolitikompagnier bliver underlagt Danske Division henholdsvis 1. og 2. Brigade.
- 2010: Trænregimentet oprettes som tjenestegrenscenter med navnet Trænregimentet, Hærens Center for Logistik og Militærpolitiet. Kommandoen over bataljonerne og Hærens militærpoliti går tilbage til Trænregimentet.
- 2014: Det Danske Internationale Logistik Center (DANILOG) nedlægges og en del af regimentet overføres til Trænregimentet. De tre værns militærpoliti samles og et værnsfælles militærpoliti etableres. Trænregimentets fulde navn bliver ”Trænregimentet, Hærens Logistikcenter og Forsvarets Militærpoliticenter.”
- 2019: Trænregimentets navn ændres igen til kun at være Trænregimentet. Kommandoen over 1. Logistikbataljon overgår til 1. Brigade.

## Regimentschefer
Herunder en kronologisk oversigt over de chefer der har haft kommando over de første Trænafdelinger, Jyske Trænregiment (JTRR), Sjællandske Trænregiment (STRR), Det Danske Internationale Logistik Center (DANILOG) Trænregimentet (TRR) og Myndighedsbefalingsmanden ved Trænregimentet. Perioden tæller fra 1864 og til i dag.  
Krigen 1848 – 1850:
Der fandtes ikke egentlige trænenheder. Som leder af Hærens Trænvæsen ansattes en ”Trænkaptajn”. 
Krigen 1864:
Der blev udpeget Traincommandeurs, som indgik i generalstaben ved Hærens Overkommando.
Ritmester W. von Haffner fra 4. Dragonregiment, blev i december 1863 tildelt hvervet i general de Mezas generalstab, og figurerer som Hærens ”order of battle” ved krigens udbrud.
Efter general Gerlach overtog kommandoen over Hæren overtog Ritmester H. C. V. F. Deichmann posten som Traincommandeur.
Efter krigen indsattes Ritmester J. Cetti på posten.

### Chefer i perioden 1865 – 1880 (Træncompagni(er) under artilleriet)
| Rang    | Navn                     | Tiltrædelse | Fratrædelse |
| ------- | ------------------------ | ----------- | ----------- |
| Kaptajn | C. A. A. F. Bruun        | 1865        | 1865        |
| Kaptajn | H. C. Hertel             | 1865        | 1866        |
| Kaptajn | O. H. T. A. F. A. Moltke | 1866        | 1875        |
| Kaptajn | W. F. Bang               | 1875        | 1880        |

### Chefer i perioden 1880-1909 (selvstændigt Trænafdeling under artilleriet)
| Rang           | Navn              | Tiltrædelse | Fratrædelse |
| -------------- | ----------------- | ----------- | ----------- |
| Oberst         | H. C. Hertel      | 1880        | 1881        |
| Oberstløjtnant | J. M. Larsen      | 1881        | 1883        |
| Oberst         | A. J. C. E Madsen | 1883        | 1889        |
| Oberstløjtnant | C. C. V. Ringsted | 1889        | 1892        |
| Oberstløjtnant | L. S. Petersen    | 1892        | 1894        |
| Oberst         | H. P. Caspersen   | 1894        | 1899        |
| Oberstløjtnant | O. P. A. Hoff     | 1899        | 1909        |

### Chefer i perioden 1909-1951 (Trænafdeling ved artilleriet)
| Rang           | Navn                  | Tiltrædelse | Fratrædelse |
| -------------- | --------------------- | ----------- | ----------- |
| Oberst         | G. C. Muus            | 1909        | 1912        |
| Oberst         | H. C. H. G. C. Hansen | 1912        | 1913        |
| Oberst         | S. T. T. Esmann       | 1913        | 1923        |
| Oberst         | H. Rørdam             | 1923        | 1930        |
| Oberst         | E. Leschley           | 1930        | 1934        |
| Oberstløjtnant | greve W. Sponneck     | 1934        | 1938        |
| Oberstløjtnant | C. K. Gundelach       | 1938        | 1941        |
| Oberstløjtnant | greve W. Sponneck     | 1941        | 1942        |
| Oberst         | greve W. Sponneck     | 1943        | 1943        |
| Oberst         | V. L. K. Bohn         | 1945        | 1950        |
| Oberstløjtnant | H. H. L. T. Hansen    | 1950        | 1950        |
| Oberst         | E. J. Joest           | 1950        | 1951        |

### Chefer i Sjællandske Trænregimentet (STRR) 1951-1996
| Rang   | Navn               | Tiltrædelse | Fratrædelse |
| ------ | ------------------ | ----------- | ----------- |
| Oberst | H. H. L. J. Hansen | 01/11-1951  | 30/11-1958  |
| Oberst | E. H. Christensen  | 01/12-1958  | 30/06-1966  |
| Oberst | B. O. Jakobsen     | 01/07-1966  | 31/05-1976  |
| Oberst | A. Lassen          | 01/06-1976  | 31/03-1984  |
| Oberst | F. Riemer          | 01/04-1984  | 31/08-1989  |
| Oberst | J. Fræmohs         | 01/09-1989  | 28/11-1994  |
| Oberst | B. G. Bagge        | 01/02-1995  | 31/12-1996  |

### Chefer i Jyske Trænregimentet (JTRR) 1951-1996
| Rang   | Navn                 | Tiltrædelse | Fratrædelse |
| ------ | -------------------- | ----------- | ----------- |
| Oberst | H. P. Stensgaard     | 01/11-1951  | 16/12-1957  |
| Oberst | O. Stenkov           | 17/12-1957  | 30/06-1962  |
| Oberst | E. Weigaard Jørgesen | 01/07-1962  | 31/01-1968  |
| Oberst | C. Nielsson          | 01/01-1968  | 31/10-1981  |
| Oberst | K. D. N. Monrad      | 01/11-1981  | 30/04-1988  |
| Oberst | B. G. Schnoor        | 01/05-1988  | 31/12-1996  |

### Chefer i Trænregimentet (TRR) 1997-2009
| Rang   | Navn              | Tiltrædelse | Fratrædelse |
| ------ | ----------------- | ----------- | ----------- |
| Oberst | B. G. Bagge       | 01/01-1997  | 31/10-2001  |
| Oberst | F. Larsen (1)     | 01/11-2001  | 31/01-2005  |
| Oberst | C. M. Schmidt (1) | 01/07-2005  | 31/01-2009  |

### Chefer for Det Danske Internationale Logistik Center (DANILOG) 2001-2015
| Rang           | Navn                 | Tiltrædelse | Fratrædelse |
| -------------- | -------------------- | ----------- | ----------- |
| Oberst         | B. Hesselberg        | 01/09-2000  | 31/04-2003  |
| Oberst         | N. E. Svennesen      | 01/05-2003  | 31/08-2005  |
| Oberst         | P. K. Pedersen       | 01/09-2005  | 30/04-2010  |
| Oberst         | F. Mathiasen         | 01/05-2010  | 31/12-2012  |
| Oberstløjtnant | P. Lorenz Hinrichsen | 01/01-2013  | 28/02-2014  |

### Chefer for Trænregimentet (Tjenestegrenscenter) 2009-
| Rang           | Navn                   | Tiltrædelse | Fratrædelse |
| -------------- | ---------------------- | ----------- | ----------- |
| Oberst         | F. Larsen (2)          | 01/08-2009  | 31/07-2013  |
| Oberst         | C. M. Schmidt (2)      | 01/08-2013  | 28/02-2015  |
| Oberst         | J. M. Nielsen          | 01/05-2015  | 06/10-2022  |
| Oberst         | S. K. Lund             | 06/10-2022  | 31/10-2024  |
| Oberstløjtnant | Lars Kristensen        | 1/11-2024   | 24/1-2025   |
| Oberst         | Michael Elsøe Frandsen | 24/1-2025   |             |

### Myndighedsbefalingsmænd ved Trænregimentet 2016-
| Rang        | Navn             | Tiltrædelse | Fratrædelse |
| ----------- | ---------------- | ----------- | ----------- |
| Chefsergent | Johnny Nielsen   | 06/06-2016  | 05/05-2025  |
| Chefsergent | Ole Juhl Nielsen | 05/05-2025  | -           |